# Sango
|  | Aquest article tracta sobre la llengua criolla. Si cerqueu el personatge d'Inuyasha, vegeu «llista de personatges d'Inuyasha#Sango». |

El sango (també anomenat eshisango, kisangu o rori) és una llengua criolla basada en el ngbandi, que constitueix l'idioma principal que es parla a la República Centreafricana. Té uns 404.000 parlants nadius, però fins a 1.600.000 - 5.000.000 parlants com a segona llengua, distribuïts entre la República Centreafricana, el Txad i la República Democràtica del Congo.

## Classificació
Alguns lingüistes, d'acord amb William J. Samarin, classifiquen el sango com una llengua criolla basada en el ngbandi. En canvi, altres, com Marcel Diki-Kidiri o Charles H. Morril, rebutgen aquesta classificació i afirmen que els canvis en les estructures del sango (tant internes com externes) es poden explicar bastant bé sense un procés de criollització.
Seguint la hipòtesi de la criollització, el sango és excepcional en el fet que es tracta d'un crioll de base africana, més que no pas europea. Tot i que conté nombrosos préstecs del francès, l'estructura del Sango és completament africana.

## Història
Una varietat del sango s'utilitzava com a llengua vehicular al llarg del riu Ubangi abans de la colonització francesa, a finals del segle xix. L'exèrcit francès va reclutar africans-centrals, la qual cosa els empenyia a utilitzar el Sango cada vegada més com a mitjà de comunicació interètnica. Al llarg del segle XX els missioners també van promoure el Sango perquè ja tenia un ús molt estès.
Originalment, el Sango era utilitzat pels mercaders que es desplaçaven pel riu com a via de comerç. A partir d'aquí, el Sango va anar creixent com a llengua vehicular basada en el dialecte Ngbandi del nord amb influències del francès.
El sobtat creixement de la ciutat de Bangui des de 1960 ha tingut implicacions importants per al desenvolupament de Sango, ja que s'ha format per primera vegada una població de parlants de Sango com a llengua materna. Molts dels immigrants rurals a la ciutat parlaven diferents idiomes i utilitzaven el sango només com a lingua franca, no obstant això, els seus fills utilitzen el sango com a llengua principal i de vegades única. En primer lloc, això ha comportat una ràpida expansió del lèxic, incloent tant mots formals com col·loquials. En segon lloc, la seva nova posició com a llenguatge quotidià de la capital ha portat el sango a obtenir un estatus de més prestigi i a ser usat cada vegada més en àmbits en què abans normalment s'usava el francès.

## Distribució geogràfica
L'ús del sango està molt estès a la República Centreafricana, amb 350.000 parlants en el cens de 1970. També és parlat com a llengua comercial al sud del Txad, on no és una llengua materna de la població i el seu ús està disminuint, i a la República Democràtica del Congo, on cada vegada en creix més l'ús.
Avui en dia, el sango és una llengua nacional i alhora llengua oficial de la República Centreafricana. Això fa de la República Centreafricana un dels pocs països africans que tenen una llengua oficial diferent de les llengües colonials (àrab, anglès, francès, espanyol ...).

## Registres
Un estudi realitzat per Taber (1964) indica en el registre col·loquial, unes 490 paraules natives sango representen aproximadament el 90% del seu vocabulari; així doncs, en aquest registre rarament hi ha presència de manlleus del francès. En canvi aquests manlleus són molt més presents, i fins i tot representen la major part del vocabulari, en la parla de les persones instruïdes. La situació podria comparar-se amb l'anglès, on la major part del vocabulari -particularment les paraules "apreses"- prové del llatí, del grec o del francès, mentre que el vocabulari bàsic continua essent fortament germànic. No obstant això, estudis més recents sobre el sango suggereixen que aquest resultat és específic d'un sociolecte particular, -l'anomenada varietat "funcionari". El treball de Morrill, acabat el 1997, va revelar que hi havia tres normes sociològicament diferents en l'idioma sango: una varietat urbana, designada com a "ràdio", que és la més ben considerada en un 80% dels seus entrevistats, i té molt pocs manlleus del francès; una varietat -denominada "pastor"-, valorada per un 60%, i una varietat "funcionari", parlat per persones instruïdes que fan un ús més gran de manlleus del francès en parlar sango, la qual fou puntuada pel 40% dels entrevistats.

## Ortografia
Els primers que van començar a escriure el sango van ser els missioners francesos, amb poques diferències entre els catòlics i els protestants. La Bíblia de 1996 i el Cantoral litúrgic van tenir una gran influència i encara s'utilitzen actualment.
El 1984, el president André Kolingba va signar el Decret 84.025 que estableix l'ortografia oficial del sango. L'alfabet oficial consta de 22 lletres: 
| Les 22 lletres de l'alfabet del sango |   |   |   |   |   |   |   |   |   |   |   |   |   |   |   |   |   |   |   |   |   |
| A                                     | B | D | E | F | G | H | I | K | L | M | N | O | P | R | S | T | U | V | W | Y | Z |
Aquestes lletres es pronuncien seguint el seu equivalent en l'alfabet fonètic internacional, excepte y, que es pronuncia [j]. D'altra banda, els dígrafs kp, gb, mb, mv, nd, ng, ngb, nz es pronuncien [k͡p], [ɡ͡b], [ᵐb], [(ᶬv)], [ⁿd], [ᵑɡ], [ᵑ͡ᵐɡ͡b] and [ⁿz] respectivament.
En paraules provinents d'altres llengües (manlleus) també poden aparèixer ’b, ty i dy, que no són pròpiament sons del sistema fonològic del sango. A més, en els noms propis, també és possible trobar les lletres C, J, Q, X.
L'ortografia oficial del sango conté les consonants següents: p, b, t, d, k, g, kp, gb, mb, mv, nd, ng, ngb, nz, f, v, s, z, h, l, r, y, w, als quals algú afegeix ’b per al so implosiu /ɓ/. El sango té set vocals orals, /a e ɛ i o ɔ u/, de les quals cinc tenen la seva correspondència nasalitzada, /ĩ ã ɛ̃ ɔ̃ ũ/. En l'ortografia oficial, la lletra e pot representar tant l'oberta /ɛ/ com la tancada /e/. Igualment, la o pot representar tant /o/ com /ɔ/. Les vocals nasals es representen in, en, an, on, un.
El sango distingeix tres tons: greu, mitjà i agut. En l'ortografia estàndard el to greu no es marca, el to mitjà es marca amb dièresi (ë), i el to agut amb circumflex (ê). Així, per exemple, "do-re-mi" es podria escriure do-rë-mî.
A part de textos religiosos, el sango té poca literatura escrita, tot i que s'han desenvolupat alguns materials d'alfabetització bàsica.

## Fonologia

### Vocals
El sango té set vocals orals i cinc vocals nasals.
|            | Vocals orals | Vocals orals | Vocals nasals | Vocals nasals |
| Anterior   | Posterior    | Anterior     | Posterior     |               |
| ---------- | ------------ | ------------ | ------------- | ------------- |
| Tancada    | i            | u            | ĩ             | ũ             |
| Mitjana    | e            | o            |               |               |
| Semioberta | ɛ            | ɔ            | ɛ̃             | ɔ̃             |
| Oberta     | a            | a            | ã             | ã             |

### Consonants
|                 | Bilabials | Labiodentals | Dentals | Alveolars | Palatals | Velars | Labiovelars | Glotals |
| --------------- | --------- | ------------ | ------- | --------- | -------- | ------ | ----------- | ------- |
| Oclusives       | p b (ɓ)   |              | t d     |           |          | k ɡ    | k͡p ɡ͡b       |         |
| Prenasalitzades | ᵐb        | (ᶬv)         | ⁿd      | ⁿz        | nj       | ᵑɡ     | ᵑ͡ᵐɡ͡b        |         |
| Nasals          | m         |              | n       |           |          |        |             |         |
| Fricatives      |           | f v          |         | s z       |          |        |             | h       |
| Aproximants     |           |              |         | l r       | j        |        | w           |         |

En manlleus i en alguns dialectes poden aparèixer africades palatals. També en determinats dialectes hi ha alternances entre [ᶬv] i [m], entre [ᵐb] i [ᵑ͡ᵐg͡b], entre [ᵐb] i [b], entre [l] i [r] a interior de mot, i entre [h] i [ʔ] a inici de mot. [ᶬv] és molt poc freqüent.

### Estructura de la síl·laba
L'estructura sil·làbica bàsica és CV. Molt rarament es donen dues vocals consecutives. Les consonants poden ser palatalitzades o labialitzades, ortogràficament Ci i Cu, respectivament.
En general, les paraules són monosil·làbiques o bisil·làbiques, més rarament trisil·làbiques. Els casos de tetrasíl·labs són conseqüència de la reduplicació o creats per composició i, per tant, es poden escriure també coma a dos mots separats (per exemple: kêtêkêtê o kêtê kêtê 'trosset molt petit', walikundû o wa likundû 'bruixot').

### El to
El sango és una llengua tonal, és a dir, l'altura tonal té valor fonològic. En aquesta llengua es distingeixen tres tons bàsics (agut, mitjà i greu). El to té un valor distintiu baix, però hi ha parelles mínimes distintives, com dü ('donar a llum') envers dû ('forat').

## Gramàtica
El sango és una llengua aïllant. Pel que fa a l'ordre dels components de l'oració, és una llengua SVO, és a dir, igual com el català, segueix l'ordre subjecte–verb–objecte. El sintagma nominal s'estructura determinant-adjectiu-nom:
|  | mbênï  | kêtê  | môlengê |
|  | indef. | petit | nen     |

"un nen petit"
El morfema de plural es marca amb l'afix proclític â-, precedint el sintagma nominal:
|  | âmbênï    | kêtê  | môlengê |
|  | PL-indef. | petit | nen     |

"uns nens petits"
Alguns parlants formen el plural anteposant â- a més d'un element del sintagma nominal, però això és menys freqüent:
|  | âkötä   | (â)zo   |
|  | PL-gran | persona |

"persones importants/autoritats"
El sufix -ngö substantiva verbs. També transforma en to mitjà els altres tons:
|  | kono    | créixer, ésser gran | kîri    | tornar, repetir    |
|  | könöngö | mida                | kïrïngö | tornada, repetició |

Els genitius regularment es formen amb la preposició tî ('de'):
|  | dû    | tî | ngû   |
|  | forat | de | aigua |

"pou"
No obstant això, la composició és cada vegada més habitual, per exemple dûngü 'pou' (cal remarcar el canvi de to). Aquests mots compostos sovint s'escriuen separadament com dues paraules.
El prefix verbal a- s'utilitza quan el subjecte és un nom o un sintagma nominal, i no és present quan el subjecte és un pronom o és el·líptic, com en l'imperatiu:
|  | âmôlengê | tî | lo | agä      |
|  | PL-nen   | de | 3S | SM-venir |

"el seu nen ve"
|  | adü         | lo |
|  | SM-infantar | 3S |

"(ell) va néixer" (lit. "algú el va infantar")
|  | löndö | mo | gä    |
|  | alçar | 3S | venir |

"alça't i vine (aquí)"
Aquest prefix s'escriu de vegades com un mot separat.
Els pronoms personals són: mbï "jo", mo "tu", lo "ell/ella", ë "nosaltres", ï "vosaltres", âla "vosaltres", âla "ells/elles". Els verbs afegeixen el prefix a- quan no van precedits d'un pronom; així mo yeke "(tu) ets", però Bêafrîka ayeke "Àfrica Central és". Alguns dels verbs més útils són: yeke "ser", bara "saludar" (> bara o "hola!"), hînga "saber". Els possessius i les aposicions es formen amb la preposició tî "de": ködörö tî mbï "el meu país", yângâ tî sängö "l'idioma sango". Una altra preposició usual és na, que s'utilitza amb diverses funcions: locatiu, datiu i instrumental.

## L'aprenentatge del sango
Com que és una llengua vehicular, el sango es considera una llengua extremadament fàcil d'aprendre. Segons Samarin, "amb interès, un estudiant pot aprendre a parlar la llengua en tres mesos". No obstant això, assolir una fluïdesa comporta més temps, com en qualsevol llengua.
Per a un catalanoparlant aprendre sango té dues dificultats principals. En primer lloc, els grups consonàntics com kp, mb, ng, etc. són dígrafs i s'han de pronunciar com un únic so, i no com dues consonants. Per exemple, el nom de la ciutat de Bambari es pronuncia ba-mba-ri (no bam-ba-ri). En segon lloc, com en qualsevol llengua tonal, cal aprendre a no variar el to segons el context. Per exemple, si es pronuncia una pregunta amb elevació de to al final com en català, el significat de l'última paraula podria canviar de forma inconvenient.